# 亞當斯鎮區 (密蘇里州哈里森縣)
亞當斯鎮區（英語：Adams Township）是位於美國密蘇里州哈里森縣的一個行政鎮區。

## 地方資料
亞當斯鎮區的面積為76.82平方千米，當中陸地面積為76.57平方千米，而水域面積為0.25平方千米。根據2020年美國人口普查的數據，當地共有人口147人，而人口密度為每平方千米1.91人。